# ساختمان دارائی
ساختمان دارائی مربوط به دوره پهلوی است و در آمل، داخل شهر، جنب پل فلزی و بیمارستان امام رضا واقع شده و این اثر در تاریخ ۳۰ خرداد ۱۳۵۸ با شمارهٔ ثبت ۱۵۲۵ به‌عنوان یکی از آثار ملی ایران به ثبت رسیده است.